# NGC 7505
NGC 7505 este o galaxie situată în constelația Pegas. A fost descoperită în 25 septembrie 1886 de către Lewis A. Swift. Se află la o distanță de 88,5 de megaparseci de Pământ.